# Dichotomius nutans
Dichotomius nutans là một loài bọ cánh cứng trong họ Bọ hung (Scarabaeidae).